# Пешев, Димитр
Димитр Иосифов Пешев (болг. Димитър Йосифов Пешев; 25 июня 1894, Кюстендил — 25 февраля 1973, София) — болгарский политический деятель, юрист. Инициатор кампании по спасению евреев в Болгарии в 1943 году.

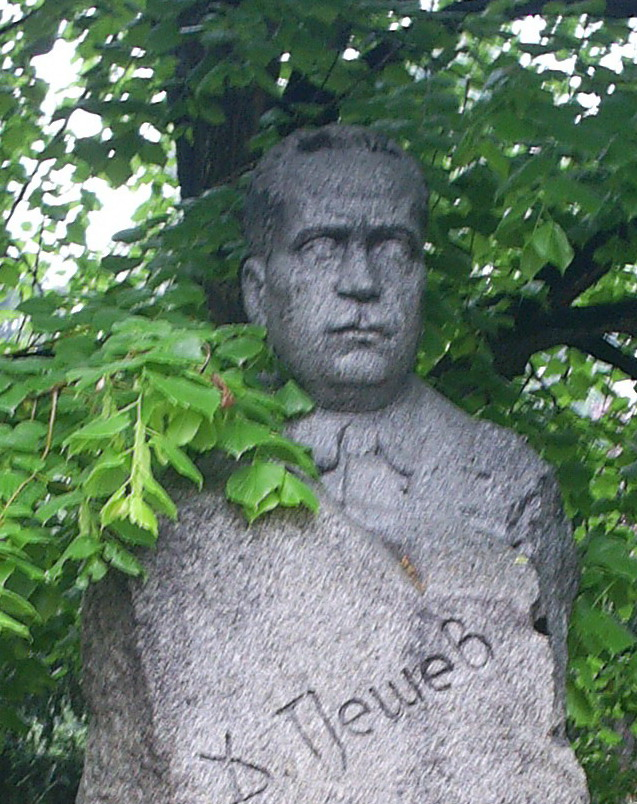
Памятник Димитру Пешеву

## Юрист и политик
Был третьим сыном в многодетной (шестеро детей) семье. Учился на юридическом факультете Софийского университета, прервал обучение, поступив в армию во время Первой мировой войны. После окончания войны окончил университет, работал в Пловдиве и Софии — был судьёй, прокурором, а с 1932 года — адвокатом, быстро получил известность как талантливый судебный защитник, вёл сложные дела (среди его клиентов был генерал Дамян Велчев).
Входил в состав правления Болгарского туристического союза и основанного в 1934 году банка «Болгарский кредит». В 1935-1936 годах — министр юстиции в первом правительстве Георгия Кёсеиванова. В 1938-1940 годах — заместитель председателя 24-го Обыкновенного Народного собрания, в 1940—1943 годах — 25-го Обыкновенного Народного собрания.

## Роль в спасении евреев
2 марта 1943 года болгарское правительство утвердило тайное соглашение с Германией о депортации в «третий рейх» примерно 50 тысяч болгарских евреев. 7 марта эта информация стала известна Пешеву — по одним данным, ему сообщил её друг Пешева еврей Яков Барух, по другим — депутаты парламента от Кюстендила, которым об этом рассказал болгарский политик, член македонской партии ВМРО Владо Куртев.
8 марта Пешев посетил министра внутренних дел и потребовал отменить депортацию, но получил отказ. Тогда он организовал сбор подписей депутатов под коллективным протестом против депортации — всего обращение подписали 43 депутата парламента из 160. Пешев убедил подписать обращение даже бывшего премьер-министра Александра Цанкова, последовательного сторонника союза с Германией. Пешев апеллировал к национальной гордости депутатов, доказывал, что евреи являются болгарскими гражданами, которых государство должно защищать, что на них распространяется действие законов. 19 марта обращение было получено премьер-министром Богданом Филовым, который резко негативно отнёсся к этому документу, назвав его «большой демонстрацией, которая не останется без последствий». Часть депутатов под давлением правительства отказались от своих подписей, но большинство отказались это сделать. 26 марта Пешев, не захотевший добровольно подавать в отставку, был смещён с поста заместителя председателя парламента.
Однако обращение депутатов способствовало мобилизации противников депортации евреев, включая высокопоставленных иерархов Болгарской православной церкви. Под влиянием общественного мнения царь Борис III запретил депортацию в Германию евреев-граждан Болгарии (хотя в марте-апреле 1943 нацистам были выданы более 11 000 евреев, проживавших в Македонии, входившей в состав Югославии и находившейся под совместной болгаро-германской юрисдикцией).

## Жизнь при просоветском режиме
14 ноября 1944 Пешев был арестован, наряду с другими видными сторонниками монархии (так, из числа 43 депутатов, подписавших «письмо Пешева», 20 были приговорены к смерти, 6 — к пожизненному заключению, 8 — к пятнадцати, 4 — к пяти и 1 — к одному году лишения свободы). Пешев также предстал перед так называемым «Народным судом», где его бесплатно защищал адвокат Иосиф Яшаров, еврей по национальности. Пешев был приговорён к 15 годам лишения свободы за «фашистскую деятельность и антисемитизм». Через 13 месяцев, после инфаркта, он был освобождён, но не смог вернуться к адвокатской практике, был лишён пенсии, его дом был конфискован. Единственным источником его дохода в последние годы жизни стала небольшая пенсия, выплачивавшаяся ему властями Израиля. По воспоминаниям родственников, он не считал себя героем, считая, что просто поступил по совести и отмечая заслуги всех депутатов, подписавших обращение.
В 1973 году Пешев скончался в бедности, перенеся ещё два инфаркта. Он был забыт на родине (официально считалось, что главными участниками спасения евреев были коммунисты и их союзники).

## Память о Пешеве
В 1990-е годы имя Пешева приобрело в Болгарии широкую известность. В 1997 году он был посмертно награждён болгарским орденом «Стара планина». Почётный гражданин Израиля, Пешев признан Праведником народов мира, в его память посажено дерево на Аллее праведников в Иерусалиме. 25 января 2000 года в здании Совета Европы в Страсбурге по инициативе болгарской делегации в ПАСЕ был установлен бюст Пешева как дар от Народного собрания Болгарии. Международный фонд Рауля Валленберга выпустил медаль с его портретом. Итальянский историк Габриеле Ниссим опубликовала книгу о Пешеве «Человек, остановивший Гитлера», опубликованную в 2000 году в Берлине. По словам Ниссим, «ни один человек ни в одной другой стране мира, где действовало пронацистское правительство, не использовал своё политическое влияние на то, чтобы посеять моральные сомнения у сторонников Окончательного решения». Ниссим считает, что Пешев смог превратить «оппортунистов, прислуживавших Германии, в людей, имеющих совесть и собственное мнение».
21 октября 1996 года в Израиле состоялось торжественное открытие «Болгарской памятной рощи», где были установлены плиты в честь людей, участвовавших в спасении евреев — в том числе царя Бориса III и Димитра Пешева. Однако после протестов потомков погибших македонских евреев, израильские власти приняли решение о снятии памятника болгарскому царю. Чтобы не обострять конфликт, было решено мотивировать эту акцию созданием общего памятника всем участникам спасения евреев в Болгарии — таким образом, были сняты и плиты, посвящённые другим болгарам, в том числе и Пешеву. Все памятные плиты были перенесены в Болгарию и торжественно установлены в Софии.
В 2000 году в Болгарии был учреждён фонд имени Димитра Пешева, председателем которого является спикер Народного собрания. В Кюстендиле создан музей Пешева. Одна из улиц Софии названа в его честь, а на доме в болгарской столице, где он жил, установлена мемориальная доска. В 2003 году фонд «Межэтническая инициатива за права человека» учредил ежегодную награду «Димитр Пешев» для журналистов, чьи публикации способствуют развитию толерантности в обществе.
Пешев кряж на острове Ливингстон в Южных Шетландских островах, Антарктика назван в честь Димитра Пешева.
В 2018 году именем Пешева был назван сквер в Киеве.